# 穆罕默德·阿利姆汗
赛义德·米尔·穆罕默德·阿利姆汗（1880年1月3日—1944年4月28日），布哈拉酋长国末代埃米爾，1910年1月3日至1918年8月30日在位。出身烏兹别克族曼吉特部。
他是成吉思汗的后裔中，最后一位对原蒙古帝国部份领土拥有统治权者：虽然布哈拉酋长国在阿利姆·汗统治期间已成为俄罗斯帝国的保护国，但他仍可于国內行使专制君主权力。

## 早年
1893年，他十三歲時被父親阿布杜拉送往聖彼得堡留學三年學習行政和軍事，在1896年獲俄國承認為繼承人，同年回國。
之後兩年在父親手下學習管理，之後十二年被派到地方省方上當總督，直到1910年繼位。

## 執政
他即位初期，他宣布並承諾，將不再期望或者接受任何禮品，並禁止他的官員公開索賄，或以自己的權威徵稅。然而隨著時間推移，埃米爾對待賄賂，稅收，以及改變國家的工資的態度有所轉變。
他當政時期國内官員分為傳統派和主張現代化的改革派（青年布哈拉人），最後改革派被放逐至俄國。
1918年3月，一支蘇聯紅軍入侵布哈拉，要求埃米爾阿里木向青年布哈拉人投降，埃米爾殺了蘇聯使者和多数當地人不支持入侵，紅軍退回塔什干。
俄國内戰將近結束時，莫斯科重新派出軍隊增援中亞。1920年9月2日，一支紀律和裝備良好的紅軍在伏龍芝率領下入侵布哈拉，四天戰鬥後，埃米爾城堡被摧毁，红旗升起。阿里木先逃至杜尚别，再逃至喀布爾，1944年去世。
| 統治者頭銜            | 統治者頭銜                       | 統治者頭銜       |
| --------------------- | -------------------------------- | ---------------- |
| 前任： 阿卜杜拉哈德汗 | 布哈拉酋長國埃米爾 1911年—1920年 | 被蘇維埃俄國滅國 |